# بالیچاتیا
بالیچاتیا (به لاتین: Balichatia) یک منطقهٔ مسکونی در بنگلادش است که در ناحیه چاندپور واقع شده‌است.